# 匙荠
匙荠（学名：Bunias cochlearioides），为十字花科匙荠属下的一个植物种。